# Bataille de Durbe
Guerres Teutoniques
Batailles
- 1re Cēsis (1210) (en)
- Ümera (1210) (en)
- 1re Viljandi (1211) (en)
- Lehola (1215) (en)
- Riga (1215) (en)
- Otepää (1217) (en)
- Saint-Matthieu (1217) (en)
- Lyndanisse (1219)
- Lihula (1220)
- Tallinn (1221) (en)
- 2e Viljandi (1223) (en)
- Tartu (1224) (en)
- Muhu (1227) (en)
- Saule (1236)
- Neva (1240)
- Izborsk (1241)
- lac Peïpous (1242)
- Embutė 1244 (lt)
- 2e Cēsis (1245) (lt)
- Durbe (1260)
- Rakvere (1268)
- Kernavė (1279)
- Garoza (1287) (en)

La bataille de Durbe (letton : Durbes kauja, lituanien : Durbės mūšis, allemand : Schlacht an der Durbe) est une bataille médiévale qui se déroula près de Durbe, à 23 km à l'est de Liepāja, dans l'actuel Lettonie lors de la Croisade de Livonie. Le 13 juillet 1260, les Samogètes battent les forces réunies de l'ordre Teutonique de Prusse et de l'ordre Livonien de Livonie. Près de 150 chevaliers furent tués dont le grand maître Burchard von Hornhausen et le maréchal prussien Henrik Botel. C'était de loin la plus grande défaite des chevaliers au XIIIe siècle, la seconde étant la bataille de Aizkraukle où 71 chevaliers furent tués. La bataille inspira le grand soulèvement prussien (qui se termina en 1274), la rébellion des Sémigaliens (reddition en 1290), des Coures (reddition en 1267) et des Osiliens (reddition en 1261). La bataille a défait une vingtaine d'années de conquête de la Livonie, et il fallut une trentaine d'années à l'ordre Livonien pour qu'il rétablisse son contrôle.

## Contexte
L'ordre Livonien combattait les Samogètes depuis 1253, lorsque Mindaugas fut couronné roi de Lituanie et transféra des territoires de Samogitie à l'Ordre. Les Samogètes n'ont pas reconnu ce transfert et combattirent pour leur indépendance. Pour les chevaliers, la Samogitie était une région stratégique importante car elle séparait physiquement les ordres Prusse et Livonien. Après que les Samogètes eurent tués 12 chevaliers près du nouvellement construit château de Klaipėda (Klaipėda) en 1257, une trêve de deux ans fut conclue. Dès l'expiration de la trêve, les Samogètes envahirent le Kurzeme et battirent les chevaliers lors de la Bataille de Skuodas en 1259. Ce succès encouragea les Sémigaliens à se rebeller. Les chevaliers tentèrent de renforcer leur position stratégique et attaquèrent Tērvete dans l'espoir de transformer le poste avancé sémigalien en un château teutonique. Après l'échec de l'attaque, ils construisirent une forteresse à proximité de Dobele et Maïovka (possible actuelle Jurbarkas) en Samogitie. Les Sémigaliens attaquèrent Dobele, mais en raison de la faible tactique du siège subirent de lourdes pertes. Les Samogètes n'attaquèrent pas directement Maïovka mais construisirent une forteresse à proximité, empêchant le château d'être approvisionné et harcelant en permanence la garnison.

## Bataille
Le grand maître Livonien Burchard von Hornhausen organisa une importante armée pour une campagne contre les Samogètes. Le 25 janvier 1260, les chevaliers obtinrent une bulle pontificale du Pape Alexandre IV, bénissant la croisade ainsi qu'un traité de paix avec Siemovit Ier de Mazovie. Lorsque les armées de la Prusse et de l'ordre Livonien et leurs alliés se sont réunis au château Memel, ils prévoyaient de renforcer le siège de Maïovka assiégée. Cependant, ils apprirent qu'une importante force samogète marchait sur le Kurzeme et les chevaliers décidèrent de marcher vers l'actuel Lettonie pour arrêter les Samogètes. Ils se rencontrèrent sur la rive sud du lac Durbe.
Les chevaliers étaient en proie à des dissensions internes. Ainsi, les Danes d'Estonie refusèrent de descendre de leurs lourds chevaux qui n'étaient pas adaptés au combat en terrain marécageux. Quand la bataille commença, les Coures locaux abandonnèrent les chevaliers parce que les chevaliers n'acceptaient pas de libérer les Coures capturés dans le camp samogète. Pierre de Duisbourg a même prétendu que les Coures avaient attaqué les chevaliers par l'arrière. Les Estoniens et les autres populations locales ont rapidement suivi les Coures et ont abandonné les chevaliers. Après cette trahison, les chevaliers se sont trouvés encerclés et subirent de lourdes pertes. Près de 150 chevaliers périrent tout comme des centaines de chevaliers séculiers ou des soldats de rang inférieur.
Bien que la bataille soit décrite en détail dans la Livonian Rhymed Chronicle, aucune source contemporaine ne mentionne le chef des Samogètes. Seul Simon Grunau, dans sa chronique écrite vers 1517–1526, mentionna que c'était Treniota. En 1982 l'historien Edvardas Gudavičius publia une étude affirmant que Treniota n'était pas un Samogète et qu'il ne pouvait avoir commandé une armée samogète. Inga Baranauskienė a soutenu que la bataille fut conduite par Alminas, vieux samogète élu avant 1256.

## Conséquences
Il s'ensuivit de nombreuses rébellions contre l'ordre Teutonique sur tous les territoires baltes, dont le grand soulèvement prussien, qui dura de 1260 à 1274. La province du Zemgale se rebella durant 30 ans, tandis que le Kurzeme se rendit en 1267. Les Coures avec les Samogètes attaquèrent les châteaux Teutoniques à l'ouest de la Rivière Venta. Le 3 février 1261, sur le chemin du retour, les païens vainquirent de nouveau les chevaliers près de Lielvārde, tuant 10 chevaliers. La rébellion des Osiliens fut réprimée en 1261. Ces batailles ont réduit à néant une vingtaine d'années de conquête de la Livonie et il fallut une trentaine d'années à l'ordre Livonien pour rétablir son contrôle.
Au lendemain de la défaite, le grand-duc Treniota est soupçonné d'avoir convaincu son oncle Mindaugas, roi de Lituanie, de faire chuter le christianisme et de briser la paix avec l'ordre Teutonique. Treniota organisa des campagnes militaires en Livonie et obtînt le soutien des Lituaniens. En 1263, Treniota assassina Mindaugas, usurpant le trône lituanien et la nation est revenue au paganisme. L'instabilité qui s'ensuivit empêcha le grand-duché de Lituanie de profiter pleinement de la fragilité des ordres. Bien que les ordres se préoccupaient de la reconquête des territoires rebelles, jusqu'en 1280, ils ne posaient pas un grand danger en Lituanie. En ce sens la bataille permit de gagner du temps pour le nouvel État lituanien lui permettant de se renforcer et de se développer avant de combattre la croisade.